# Талица (Зуевский район)
Талица — опустевший посёлок в Зуевском районе Кировской области.

## География
Находится на расстоянии примерно 17 километров по прямой на север от районного центра города Зуевка.

## История
Упоминается с 1931 года как лесопункт Зуевского леспромхоза, позже Чепецкого. В 1950 году отмечено 139 хозяйств и 234 жителя. В 1989 году было учтено 175 жителей. С посёлком Чепецкий соединялся узкоколейной железной дорогой, полностью разобранной в 2002 году. По состоянию на 2018 год посёлок практически полностью заброшен, некоторые дома используются охотниками.

## Население
Постоянное население составляло 49 человек (русские 90 %) в 2002 году, 0 в 2010.